# Inflacja endogeniczna
Inflacja endogeniczna – rodzaj inflacji wywołanej czynnikami wewnętrznymi, przez reakcję łańcuchową poszczególnych grup społecznych na zmiany relacji wynagrodzeń w podziale dochodów.